# Hartwegs Kiefer
Hartwegs Kiefer (Pinus hartwegii, bisweilen auch Mexikanische Bergkiefer) ist eine Pflanzenart aus der Gattung der Kiefern (Pinus) innerhalb der Familie der Kieferngewächse (Pinaceae). Sie kommt von Mexiko bis Guatemala vor.

## Beschreibung

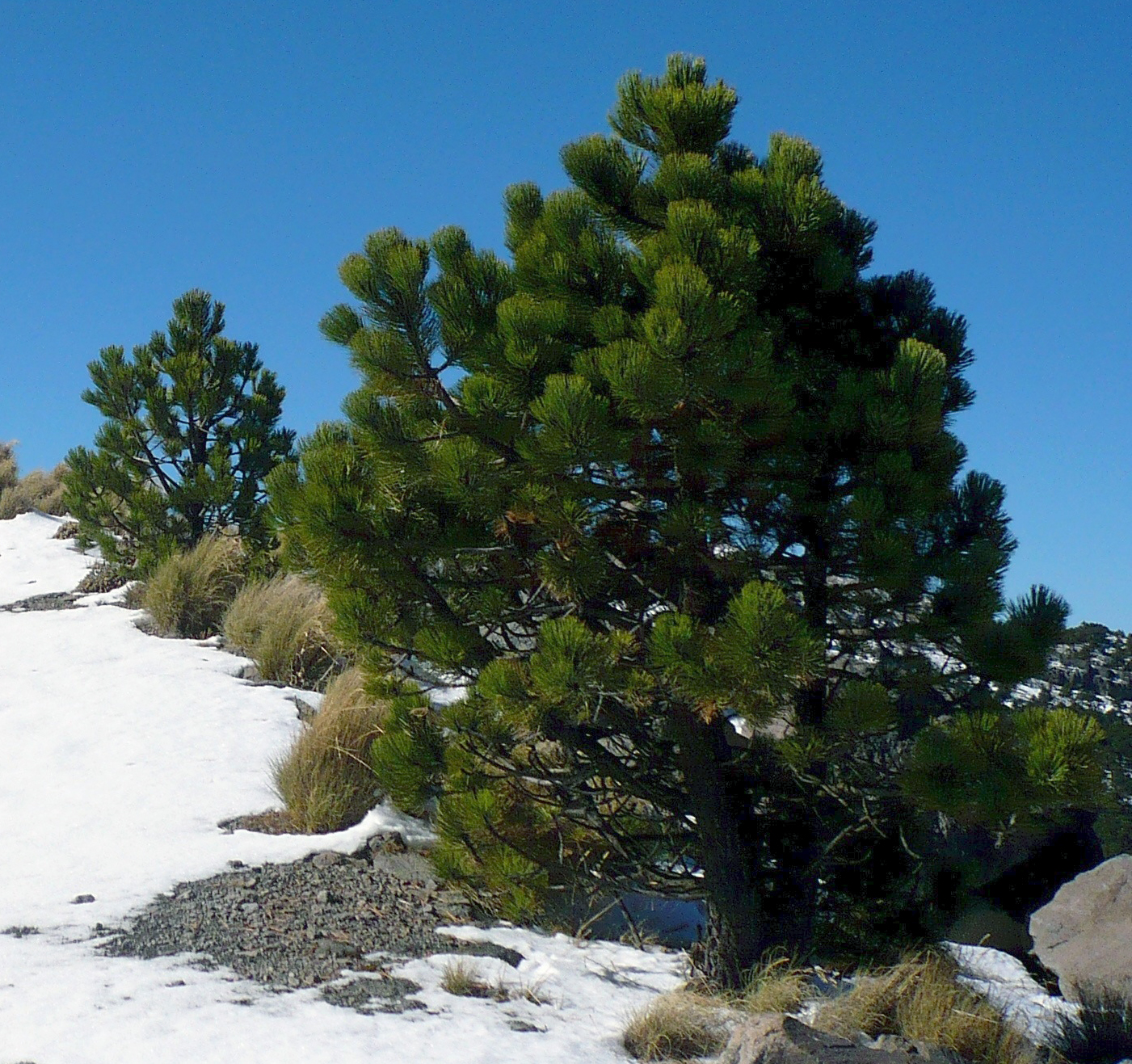
Habitus im Habitat in größerer Höhenlage

### Vegetative Merkmale
Pinus hartwegii wächst als Baum, der Wuchshöhen von 20 bis 30 Metern und Stammdurchmesser von bis zu 100 Zentimetern erreicht. Bei alten Bäumen sind die unteren Äste groß, dick und abwärts geneigt, die höheren Äste waagrecht bis leicht aufsteigend. Die Äste bilden eine dicke, runde Krone. Junge Bäume haben eine dichte, pyramidenförmige Krone. Die Borke ist bei alten Bäumen rotbraun, dick und durch schmale, senkrechte und waagrechte Risse in große, flache, schuppige Platten geteilt. Bei jungen Exemplaren ist die Borke rau und gefurcht, jedoch nicht in Platten geteilt. Die Zweige sind dick, steif, aufrecht, rau und braun. Die Zahl der Keimblätter beträgt meist fünf (selten sechs).
Das Holz ist hart, schwer, harzig. Das Splintholz ist gelblichweiß, das Kernholz hellbraun.
Die Nadelblätter stehen in Bündeln an Kurztrieben zu dritt, häufig auch zu vier und fünf. Die Scheiden sind bleibend, braun und 10 bis 15 Millimeter lang. Sie sind dick, steif, aufrecht, 8 bis 16 Zentimeter lang und stehen oft in Gruppen am Ende von Zweigen. Der Rand ist fein gesägt. Es sind drei bis zwölf Harzkanäle vorhanden, häufig sechs oder sieben. Es gibt zwei Leitbündel, die sehr nah beieinander stehen.

### Generative Merkmale
Die Blütenzapfen sind länglich-eiförmig, dunkel-purpurn. Sie stehen in Gruppen von zwei bis fünf an schuppigen, kurzen Stielen.
Die Zapfen sind bei einer Länge von 8 bis 10 Zentimetern, selten bis 17 Zentimetern lang-eiförmig und fast symmetrisch, leicht gekrümmt. Sie stehen zu zweit bis fünft an sehr kurzen Stielen. Die Farbe ist dunkel-purpur bis schwarz. Die Zapfen öffnen sich zur Reife im Winter und sind halb-ausdauernd. Wenn sie abfallen, bleiben der Stiel und einige der untersten Schuppen am Zweig. Die Zapfenschuppen sind dünn, biegsam. Die Apophyse ist flach, quer gekielt, der Umbo sitzt dorsal, ist flach, sehr dunkel und mit einem kleinen Dorn bewehrt.
Die Samen sind etwa 5 Millimeter lang, fast schwarz. Der Samenflügel ist 10 bis 11 Millimeter lang, hellbraun.

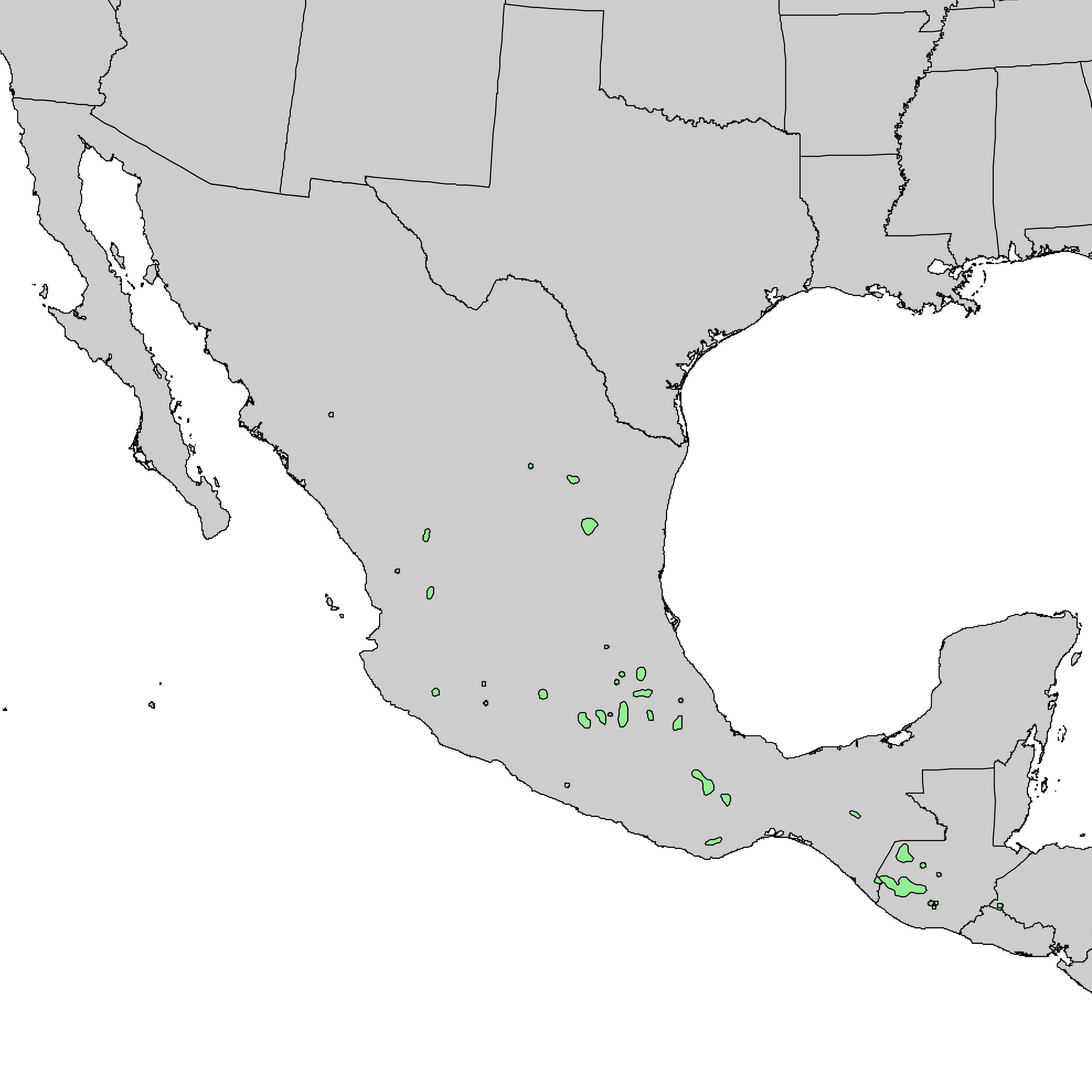
Verbreitungskarte

## Vorkommen
Pinus hartwegii kommt sehr verstreut in Mexiko und Guatemala vor. In Mexiko ist Pinus hartwegii aus den Bundesstaaten Nuevo León, Tamaulipas, Hidalgo, Puebla, Veracruz, Tlaxcala, México, Distrito Federal, Morelos, Colima, Michoacán, Jalisco, Oaxaca und Chiapas bekannt. In Guatemala kommt sie in den südlichen Landesteilen vor. Es gibt Berichte über Vorkommen in Honduras und El Salvador, deren Zugehörigkeit zu Pinus hartwegii aber fraglich ist.
Pinus hartwegii wächst in großen Höhenlagen und bildet häufig in 3000 bis 3700 Meter artenreine Bestände. In den schneebedeckten Bergen von Mexiko ist sie die einzige Kiefernart, die die Baumgrenze bildet. Neben Schnee und Frost durch das ganze Jahr ist auch der Wind ein wichtiger Faktor auf diesen Berggipfeln.

## Taxonomie
Die Erstbeschreibung von Pinus hartwegii erfolgte 1839 durch John Lindley in Edwards's Botanical Register, Volume 25: Misc. 62... Das Artepitheton hartwegii ehrt den deutschen Pflanzensammler Karl Theodor Hartweg (1812–1871). Homonym Pinus hartwegii Roezl wurde 1857 veröffentlicht. Synonyme für Pinus hartwegii Lindl. sind: Pinus aculcensis Roezl, Pinus amecaensis Roezl, Pinus donnell-smithii Mast., Pinus ehrenbergii Endl., Pinus endlicheriana Roezl, Pinus iztacihuatlii Roezl, Pinus lindleyana Gordon & Glend., Pinus lindleyana Loud. ex Lindl. ex Lindl. & Gordon, Pinus lowii Roezl, Pinus northumberlandiana Roezl, Pinus papeleuii Roezl, Pinus resinosa Aiton, Pinus robusta Roezl, Pinus roezlii Carrière, Pinus rudis Endl., Pinus scoparia Roezl, Pinus suffruticosa Roezl ex Carrière, Pinus wilsonii Shaw, Pinus decaisneana var. wilsonii (Roezl) Carrière, Pinus decandolleana var. ehrenbergii (Endl.) Carrière, Pinus montezumae subsp. hartwegii (Lindl.) Engelm., Pinus montezumae var. hartwegii (Lindl.) Shaw, Pinus montezumae var. lindleyana (Gordon & Glend.) Parl., Pinus montezumae var. rudis (Endl.) Shaw, Pinus hartwegii var. rudis (Endl.) Silba.

## Nutzung
Das Holz von Pinus hartwegii wird als Bau- und Schnittholz verwendet.